# David Wheaton

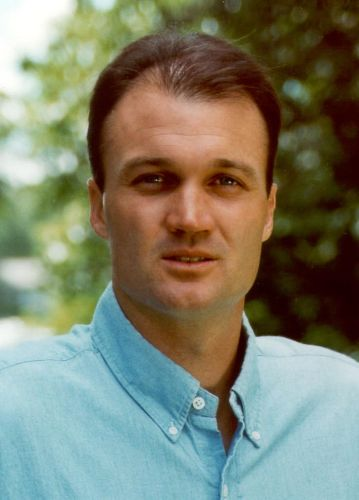
David Wheaton.

David Wheaton (Minneapolis, Minnesota, Estados Unidos, 2 de junio de 1969) es un exjugador de tenis estadounidense cuyo mayor logro es haber conquistado la Copa Grand Slam de 1991.

## Torneos de Grand Slam

### Finalista Dobles (2)
| Año  | Torneo               | Pareja          | Oponentes en la final       | Resultado       |
| 1990 | US Open              | Paul Annacone   | Pieter Aldrich Danie Visser | 2-6 6-7 2-6     |
| 1991 | Abierto de Australia | Patrick McEnroe | Scott Davis David Pate      | 7-6 6-7 3-6 5-7 |